# Brattiarius

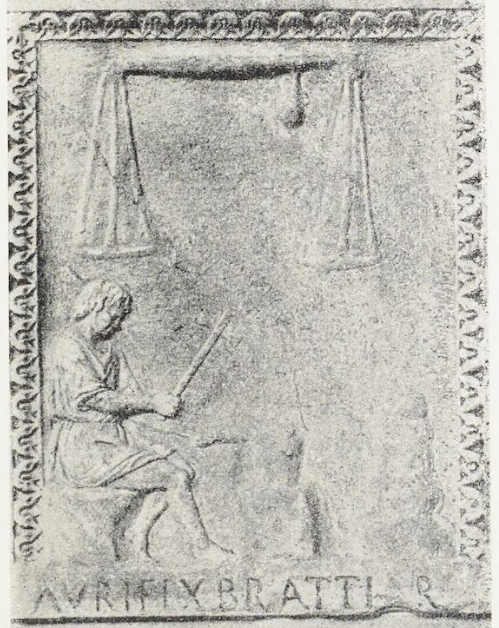
Aurifex brattiarius; Relief in den Vatikanischen Museen, Galleria delle Statue (Inventarnummer 753)

Der Brattiarius (auch bractearius, bracteator, blattarius) war in der römischen Antike ein Metallschläger, der mit der Herstellung sehr dünner Metallblättchen betraut war. Insbesondere handelte es sich um Goldschläger, die Gold zu Blattgold trieben. Deren vollständigere Berufsbezeichnung lautete aurifex brattiarius, denn das Ergebnis der Arbeit, die bratteae, laminae oder lamellae, konnte auch aus anderen Metallen, etwa Silber, gefertigt sein.
Die brattiarii waren in der Lage, aus einer Uncia Gold von 27,29 Gramm mehr als 750 Blätter von 73,9 Millimeter im Quadrat zu schlagen. Man unterschied verschiedene Arten von Blattgold nach ihrer Stärke. Die stärksten bratteae wurden nach der Statue der Juno in Praeneste, für deren Vergoldung sie genutzt wurden, als praenestinae bezeichnet. Die nächstdünneren Blätter hießen quaestoriae, ohne dass eine Herleitung des Namens möglich ist. Die dünnsten Goldblattqualitäten wurden mit Begriffen wie „Spinnweben“ und „Nebel“ umschrieben.
Die bekannten brattiarii waren durchweg Freigelassene und auch Frauen sind unter ihnen nachweisbar. Sie arbeiteten wahrscheinlich in Familienbetrieben, da die weiblichen Goldschläger in Grabinschriften gemeinsam mit männlichen erwähnt werden, ihr Beruf gleichwohl hervorgehoben wurde. Für Familienbetriebe spricht auch eine Votivinschrift, in der wohl zwei Brüder gemeinschaftlich unter Nennung ihres Berufs als Weihende auftreten. Alle inschriftlichen Nennungen stammen aus Rom und werden in das 1. Jahrhundert datiert. Die letzte literarische Erwähnung des Berufsstandes stammt aus dem 4. Jahrhundert: Iulius Firmicus Maternus nennt sie in seiner Mathesis unter weiteren Handwerkern. Im 6. Jahrhundert kennt der Codex Iustinianus die brattiarii als letztgenannte der Berufsgruppen, die unter Konstantin von munera befreit wurden.
Inschriftlich ist ein collegium brattiariorum inauratorum überliefert. Die brattiarii inauratores fertigten vor allem Goldblättchen für das Vergolden von Statuen und Werken der Toreutik. Darüber hinaus wurden auch Decken und Wände sowie Möbel auf diese Weise vergoldet. Auch goldene Kränze konnten lediglich blattvergoldet sein, zudem wurden Goldplättchen in großer Zahl als Dekorelement antiker Gewänder gefunden.
Ein Relief in den Vatikanischen Museen bringt einen aurifex brattiarius zur Anschauung.
| Name                           | Art            | Datierung                |
| ------------------------------ | -------------- | ------------------------ |
| Gaius Fulcinius Hermeros       | Grabinschrift  | 1. Jahrhundert           |
| Fulvia Melema                  | Grabinschrift  | 1. Jahrhundert           |
| Aulus Furius                   | Grabinschrift  | 1. Jahrhundert (?)       |
| Quintus Hordionius Pannychus   | Votivinschrift | 1. Hälfte 1. Jahrhundert |
| Quintus Hordionius Primigenius | Votivinschrift | 1. Hälfte 1. Jahrhundert |
| Septicia Rufa                  | Grabinschrift  | 1. Jahrhundert           |
| Aulus Septicius Apollonius     | Grabinschrift  | 1. Jahrhundert           |